# Lingbao pagoda
A Lingbao pagoda (靈寶塔), ismeretes még Lingjün pagoda néven is, a lösani óriás Buddha közelében, egy hegytetőn, a Lingbao-csúcson áll.
A pagodát a Szung-dinasztia idején (960–1279) építették. Tizenhárom emeletes, 29,9 méter magas. Belső része csak öt emeletre oszlik, a legfelső szintre kőlépcsők vezetnek. Téglából, habarcsból építették, helyenként vasrudakkal és fagerendákkal erősítették meg. 2006 óta szerepel a Kínai Népköztársaság, illetve Szecsuan tartomány műemléki listáján.